# دهو دلي

## الموقع
يقع دهو دلي ضمن حدود محمية الإمام عبد العزيز بن محمد الملكية، ومن الناحية الإدارية تشكل اراضي حوضه جزء من محافظة رماح في المملكة العربية السعودية. ويصرف حوض دهو دلي منطقة جغرافية صغيرة نسبيا تمتد من الجنوب الغربي إلى الشمال الشرقي، وتبدأ منابعه عند خط طول 46.972681 درجة شرقا ودائرة عرض 25.346567 درجة شمالا، وبشكل عام يتجه المجرى الرئيسي لدهو دلي من الجنوب الغربي نحو الشمال الشرقي، حتى يلتقي مع وادي الثمامة عند خط طول 47.036228 درجة شرقا ودائرة عرض 25.369593 درجة شمالا.

## دهو دلي
دهو دلي هو اسم أحد مجاري المياه الصغيرة في العرمة، ويصب دهو دلي في وادي الثمامة قادما من الجنوب، ويقع دهو دلي ضمن حدود محمية الإمام عبد العزيز بن محمد الملكية، ومن الناحية الإدارية تشكل اراضي حوضه جزء من محافظة رماح في المملكة العربية السعودية. ويصرف حوض دهو دلي منطقة جغرافية صغيرة نسبيا تمتد من الجنوب الغربي إلى الشمال الشرقي، وتبدأ منابعه عند خط طول 46.972681 درجة شرقا ودائرة عرض 25.346567 درجة شمالا، وذلك من أرض مرتفعة نسبيا تمر فيها خطوط تقسيم المياه لأحواض التصريف المتجاورة، والتي تقع بين حوض وادي قليل الحطب وحوض وادي جريذي، وهما من الروافد الرئيسية لوادي الثمامة. وبشكل عام يتجه المجرى الرئيسي لدهو دلي من الجنوب الغربي نحو الشمال الشرقي، حتى يلتقي مع وادي الثمامة عند خط طول 47.036228 درجة شرقا ودائرة عرض 25.369593 درجة شمالا. ويبلغ طول مجراه الرئيسي من منبعه إلى أن يلتقي بوادي الثمامة حوالي 8كم. ويظهر من صور قوقل ماب والخريطة الطبوغرافية أن حوض دهو دلي يتكون من أرض تكثر فيها التلال خاصة في أجزائه العليا والوسطى، وأن روافده قصيرة، وأن ْمجاري المياه في حوضه تلتقي بزوايا حادة معطية بذلك نمطا شجريا، ويتضح من الصور أيضا أن الانحناءات والتعرجات في المجرى الرئيسي للشعيب قليلة وخفيفة. كما أن الصور تبين وجود أشجار في مجراه الرئيسي، خاصة في الأجزاء السفلى، ولكنها متباعدة جدا في أغلب الأماكن.